# NRLMSISE-00

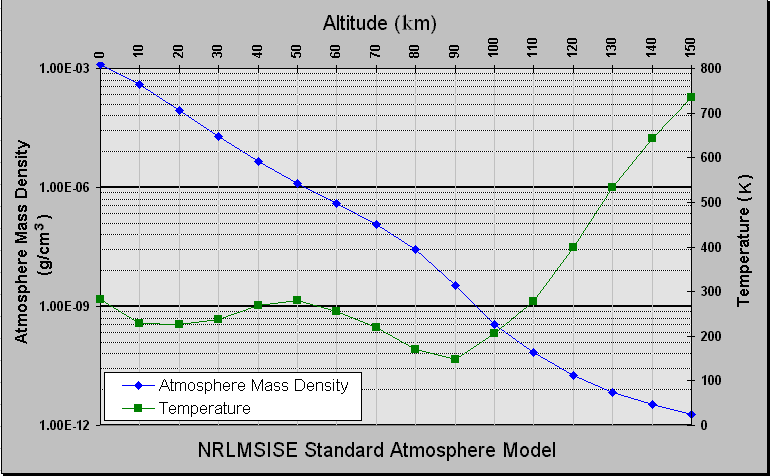
Dati di output dell' NRLMSISE

Il NRLMSISE-00 è un modello empirico globale dell'atmosfera terrestre dal suolo allo spazio che è in grado di modellare la temperatura e la densità dei componenti atmosferici.

L'utilizzo principale di questo modello è la previsione del decadimento orbitale dei satelliti in seguito alla resistenza fluidodinamica data dall'atmosfera terrestre. Il modello viene utilizzato anche dagli astronomi per calcolare la massa d'aria compresa tra i telescopi e i raggi laser per valutare l'impatto delle stelle a guida laser sui telescopi non a guida laser.
Il modello, sviluppato da Mike Picone, Alan Hedin e Doug Drob, si basa sui precedenti modelli MSIS-86 e MSISE-90 aggiornati con i dati effettivi di resistenza fluidodinamica ottenuti dai satelliti. Calcola anche l'ossigeno anomalo.

## Etimologia
Il nome del modello NRLMSISE-00 è una combinazione di acronimi: "NRL" sta per United States Naval Research Laboratory, mentre "MSIS" è l'acronimo di Mass Spectrometer and Incoherent Scatter Radar, che sono le due fonti primarie di dati utilizzate per le precedenti versioni del modello. La "E" indica che il trattamento dei dati si estende fino all'esosfera, mentre "00" è l'anno di rilascio della versione.
Secondo il sito web dell'NRL, il NRLMSISE-00 è lo standard per le ricerche spaziali internazionali. 

## Dati di input e output
Come dati di input, il modello utilizza:
- anno e giorno
- ora del giorno
- ora solare apparente della località
- altitudine geodetica
- latitudine geodetica
- longitudine
- media di 81 giorni del flusso solare F10.7
- flusso solare F10.7 giornaliero del giorno precedente
- indice magnetico giornaliero

Come output, il modello produce:
- densità numerica dell'elio
- densità numerica dell'ossigeno atomico (O)
- densità numerica dell'ossigeno molecolare (O2)
- densità numerica dell'ossigeno anomalo
- densità numerica dell'azoto atomico (N)
- densità numerica dell'azoto molecolare (N2)
- densità numerica dell'argon
- densità numerica dell'idrogeno
- densità totale di massa
- temperatura dell'esosfera
- temperatura all'altitudine in esame